# Agelaioides fringillarius
El tordo de caatinga o tordo de Spix (Agelaioides fringillarius) es una especie de ave paseriforme de la familia Icteridae endémica del este de Brasil. Anteriormente se consideraba una subespecie de Agelaioides badius.  

## Costumbres y características
Vive en bandadas que se comunican por variados patrones sonoros. En sus hábitos reproductivos destaca la cría cooperativa, característica del género, aunque es más difundida en esta especie.     
Entre el extremo apical del culmen y la punta de la cola mide unos 18 cm. Se diferencia de la otra especie del género (A. badius) en que el color general amarronado del plumaje color, tiene poca tonalidad grisácea, siendo en su lugar más canela, por lo que contrasta menos con el rufo de las secundarias y primarias de las alas. Por arriba tiene un leve tono oliva, mientras que ventralmente es más claro. El área negruzca alrededor del pico está más extendida bajo la región postocular. El pico y las patas son negros o negruzcos. 
Además presenta diferencias en la estructura social y en el comportamiento, especialmente en sus patrones sonoros, siendo el canto grupal menos difundido en esta especie. Ambas están separadas por un prolongado hiato de vegetación del cerrado que se extiende desde Mato Grosso del Sur hasta el centro de Minas Gerais, brecha en la cual no habita ninguna de las dos especies del género.
Ambas constituyen otro ejemplo de la conocida disyunción biogeográfica Chaco-Caatinga, compartida con numerosos géneros, especies y subespecies de animales y plantas. Si bien Agelaioides muestra una especial adaptación a ambientes perturbados y hábitats modificados, no hay evidencia de una expansión de su distribución hacia nuevas áreas del centro de Brasil, lo que sí ocurre con el tordo pico corto (Molothrus rufoaxillaris), parásito reproductivo que incide sobre diversas especies de ictéridos; a la observación de sus juveniles se le atribuye los registros visuales de aves similares a A. badius reportados en los estados de Goiás y São Paulo.

## Taxonomía
Esta especie fue descrita originalmente en el año 1824 por el médico, zoólogo y explorador alemán Johann Baptist von Spix, bajo el nombre científico de Icterus fringillarius, empleando para ello ejemplares colectados en el estado brasileño de Minas Gerais. Durante más de un siglo fue considera una especie plena, transfiriéndola primero al género Molothrus y luego al género Agelaioides, originalmente creado en el año 1866 por el ornitólogo y algólogo estadounidense John Cassin.
En el año 1937, el  naturalista y ornitólogo austríaco Carl Edward Hellmayr la relegó como subespecie de Agelaioides badius. En esa categoría permaneció por varias décadas, hasta que en el año 1999 Jaramillo y Burke indicaron que debía merecer nuevamente reconocimiento específico, lo cual fue seguido por la mayoría de los autores posteriores.

## Distribución
Esta especie es un endemismo del nordeste del Brasil, en los estados de: Minas Gerais, Paraíba, Alagoas, Río Grande del Norte, Piauí, Pernambuco, Sergipe, Bahía, etc.

## Hábitats y conservación
Agelaioides fringillarius es una especie endémica del bioma de la Caatinga,
 viviendo en ambientes semiabiertos dominados por matorrales y bosques, pudiéndoselo encontrar eventualmente también en sectores marginales del Cerrado. Es bastante común, considerándosela de preocupación menor.
Es vendido en las ferias de pájaros como ave de jaula, pero de manera local.